# Vardousia
Vardousia (en griego: Βαρδούσια) es una montaña en el noroeste de Fócida y el suroeste de Ftiótide, en Grecia. Su pico más alto, Korakas (griego: Κόρακας) alcanza 2.495 m, la cual es la segunda cumbre más alta en el centro de Grecia, después del de Giona. Se trata de una prolongación hacia el sur de las montañas de Pindo. Se divide en tres partes principales: Vardousia del norte, cuyo pico más alto es Sinani (2.059 m), la muy empinada Vardousia occidental, cuyo pico más alto es Soufles (2.300 m), y Vardousia Sur, con el pico más alto de Korakas.